# Hälltjärnen (Hällesjö socken, Jämtland, 696776-151031)
Hälltjärnen är en sjö i Bräcke kommun i Jämtland och ingår i Ljungans huvudavrinningsområde.